# 吏部王記
吏部王記（りほうおうき/りぶおうき）は、醍醐天皇第四皇子重明親王の日記で、平安時代中期の政務や朝儀を理解する上での重要な史料である。
本書は、重明親王の極官が式部卿であったため、式部の唐名「吏部」に因んで名付けられた。本書の書名は、『李部王記』『吏部記』『李部記』『重明親王記』『重明記』『重記』等多数の記載方法がある。
本書は逸文しか残っていないが、これらを蒐集すると、延喜20年（920年）正月14日条から、天暦7年（953年）2月23日条までの34年間に亙って記録されていることがわかる。ただ、これはあくまでも逸文蒐集によって得られた結果であるため、正確なところは明瞭でない。日記終了の下限とされる天暦7年2月23日は、親王薨去の1年6ヶ月前（親王は天暦8年9月14日に薨去）であるため、その間の日記が存在しなかったとは考えがたい（同時代の公卿で親王の舅でもある藤原師輔は、薨去2日前まで日記を筆録している。詳しくは『九暦』の項を参照のこと）。『北山抄』によると「見吏部王（重明親王）天暦七年菊合日記」（括弧は筆者註）とあり、天暦7年の菊合の御遊は、10月13日に行われている（『古今著聞集』）。これらのことから、親王は天暦7年10月13日迄日記を筆録していたことがわかるが、いつを下限とするかは明確ではない。

## 刊行
- 古代学協会編『吏部王記』（史料拾遺3、臨川書店、昭和44年〈1969年〉）。各・本書の逸文を収録した活字本
- 米田雄介・吉岡真之編『吏部王記』（史料纂集、続群書類従完成会、昭和49年〈1974年〉）
- 『吏部王記』の読み下し文は国際日本文化研究センター｢摂関期古記録データベース」で公開されている。